# Yoav Shamir

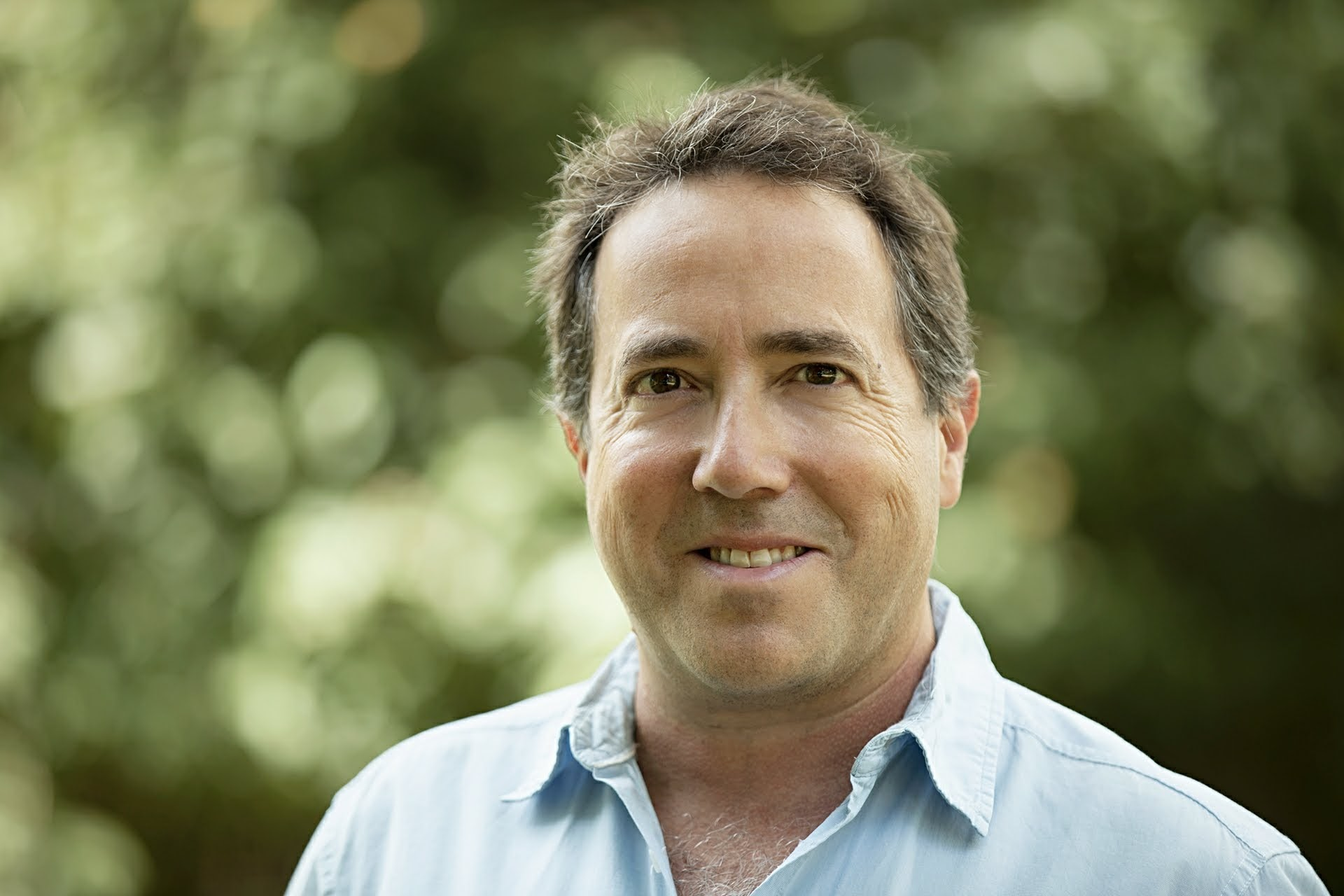
Yoav Shamir

Yoav Shamir (hebräisch יואב שמיר; * 1970 in Tel Aviv, Israel) ist ein israelischer Regisseur, Dokumentarfilmer und Filmproduzent.

## Leben
Shamir schloss die Universität Tel Aviv mit dem Bachelor in Geschichte und Philosophie ab. Im Fach Film errang er einen Master of Fine Arts (MFA).
Im Jahr 2001 veröffentlichte er seinen ersten Dokumentarfilm Marta & Luis.
2003 veröffentlichte er den weit beachteten und mehrfach ausgezeichneten Dokumentarfilm Checkpoint, die den Alltag von israelischen Soldaten im vom Israel völkerrechtswidrig besetzten Westjordanland und ihren Umgang mit der palästinensischen Bevölkerung zeigen.
2009 beschäftigte sich Shamir in seinem Dokumentarfilm Spurensuche einer Verleumdung mit Antisemitismus in der Gegenwart und der Frage, ob der Vorwurf des Antisemitismus seitens rechtsorientierter pro-israelischer Lobbyisten als politische Waffe eingesetzt wird, um Kritik an der Politik Israels zu unterdrücken.
Die Mittel für die Produktion seines letzten Dokumentarfilms 10%-What Makes a Hero? wurden zum Teil mittels der online Crowdfunding-Webseite Indiegogo.com aufgebracht. Der Film wurde am 27. August 2013 im deutsch-französischen Fernsehkanal arte ausgestrahlt.

## Dokumentarfilme
- 2001: Marta & Luís.
- 2003: Checkpoint, Original: מחסומים, Machssomim.
- 2005: 5 Days.
- 2008: Flipping Out.
- 2009: Spurensuche einer Verleumdung, Original: Hashmatsa, internationaler Titel: Defamation (deutsch: Diffamierung).
- 2010: Full Gas.
- 2013: 10% - What Makes a Hero, deutscher Titel: Der Held in uns – Eine Gebrauchsanleitung.[1]

## Auszeichnungen und Preise (Auswahl)
- 2004: Europäischer Filmpreis/Bester Dokumentarfilm (Prix Arte) für Checkpoint.
- 2009: Europäischer Filmpreis 2009 für Defamation.